# 리처드 J. 로버츠
리처드 존 로버츠 경(영어: Sir Richard John Roberts, FRS, 1943년 9월 6일 ~ )은 영국의 생화학자, 분자생물학자이다. 1993년에 분단 구조를 가진 유전자를 발견한 공로로 필립 앨런 샤프와 함께 노벨 생리학·의학상을 수상했다.

## 수상 경력
- 1993년 : 노벨 생리학·의학상

## 서훈
- 2008년 : 기사 작위(Knight Bachelor) 서임[1]

## 회원
- 1995년 : 왕립학회 회원[5]